# Església de la Resurrecció (Riga)
L'Església de la Resurrecció (en letó:  Augšāmcelšanās evaņģēliski luteriskā baznīca) és una església luterana a la ciutat de Riga, capital de Letònia situada al carrer Klusā, 4. És una església parroquial de l'Església Evangèlica Luterana de Letònia.